# Saint-Jean-d'Elle
Saint-Jean-d'Elle est une commune française située dans le département de la Manche en région Normandie, peuplée de 2 535 habitants. Elle est créée le 1er janvier 2016 par la fusion de cinq communes, sous le régime juridique des communes nouvelles. Les communes de Notre-Dame-d'Elle, Précorbin, Rouxeville, Saint-Jean-des-Baisants et Vidouville deviennent des communes déléguées.

## Géographie

### Hydrographie
La commune est située dans le bassin Seine-Normandie. Elle est drainée par la Drôme, le Fumichon, le ruisseau de Precurbin, le cours d'eau 01 de la Boulottière, le cours d'eau 01 de la commune de Notre-Dame-D'Elle, le cours d'eau 01 de la Paturerie, le cours d'eau 01 de la Planquette, le cours d'eau 01 du Douit d'Elle, le cours d'eau 01 du Hameau Feret, le cours d'eau 02 de Cotigny, le cours d'eau 05 de la Forge, le cours d'eau 08 de la Forge, le cours d'eau 08 de Launay, la Drôme, le fossé 01 de la Crespellière, le fossé 01 du Bas de Vidouville, le fossé 01 du Focq, le fossé 02 de la Paturerie, le fossé 04 de la Commune, le ruisseau de Baudre et le ruisseau de Parquet,,.
La Drôme, d'une longueur de 58 km, prend sa source dans la commune de Souleuvre en Bocage et se jette  dans l'Aure à Maisons, après avoir traversé 26 communes. 

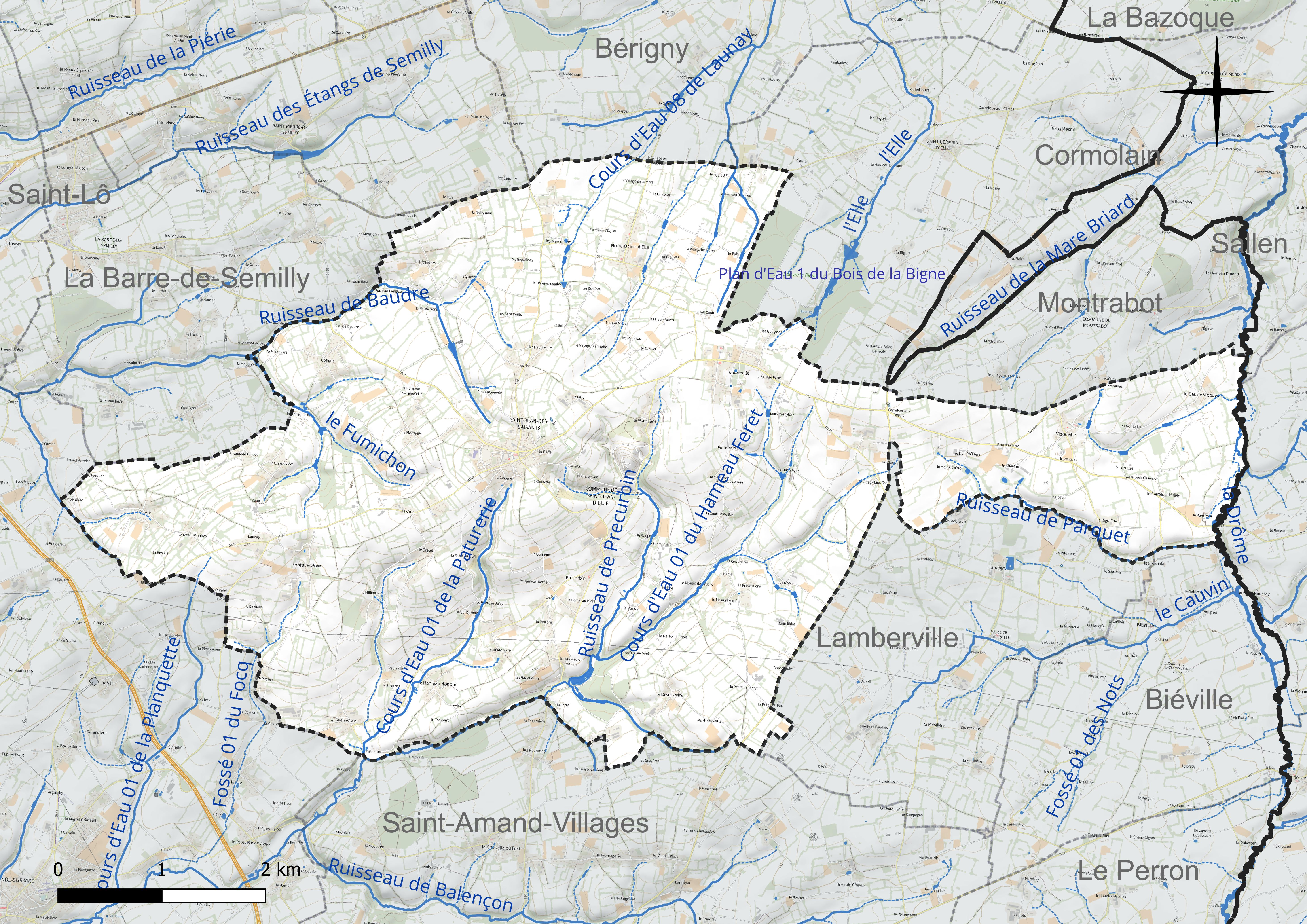
Réseau hydrographique de Saint-Jean-d'Elle.

### Climat
Pour des articles plus généraux, voir Climat de la Normandie et Climat de la Manche.
En 2010, le climat de la commune est de type climat océanique franc, selon une étude du CNRS s'appuyant sur une série de données couvrant la période 1971-2000. En 2020, Météo-France publie une typologie des climats de la France métropolitaine dans laquelle la commune est exposée à un climat océanique et est dans la région climatique Normandie (Cotentin, Orne), caractérisée par une pluviométrie relativement élevée (850 mm/a) et un été frais (15,5 °C) et venté. Parallèlement le GIEC normand, un groupe régional d’experts sur le climat, différencie quant à lui, dans une étude de 2020, trois grands types de climats pour la région Normandie, nuancés à une échelle plus fine par les facteurs géographiques locaux. La commune est, selon ce zonage, exposée à un « climat contrasté des collines », correspondant au Bocage normand, bien arrosé, voire très arrosé sur les reliefs les plus exposés au flux d’ouest, et frais en raison de l’altitude.
Pour la période 1971-2000, la température annuelle moyenne est de 10,2 °C, avec une amplitude thermique annuelle de 12,1 °C. Le cumul annuel moyen de précipitations est de 1 093 mm, avec 14,9 jours de précipitations en janvier et 9,1 jours en juillet. Pour la période 1991-2020, la température moyenne annuelle observée sur la station météorologique la plus proche, située sur la commune de Condé-sur-Vire à 6 km à vol d'oiseau, est de 11,3 °C et le cumul annuel moyen de précipitations est de 956,7 mm,. Pour l'avenir, les paramètres climatiques de la commune estimés pour 2050 selon différents scénarios d’émission de gaz à effet de serre sont consultables sur un site dédié publié par Météo-France en novembre 2022.

## Urbanisme

### Typologie
Au 1er janvier 2024, Saint-Jean-d'Elle est catégorisée commune rurale à habitat dispersé, selon la nouvelle grille communale de densité à sept niveaux définie par l'Insee en 2022.
Elle est située hors unité urbaine. Par ailleurs la commune fait partie de l'aire d'attraction de Saint-Lô, dont elle est une commune de la couronne,. Cette aire, qui regroupe 63 communes, est catégorisée dans les aires de 50 000 à moins de 200 000 habitants,.

## Toponymie
Le nom tire son origine de Saint-Jean, issu du toponyme de la commune siège Saint-Jean-des-Baisants et de la rivière de l’Elle.

## Histoire

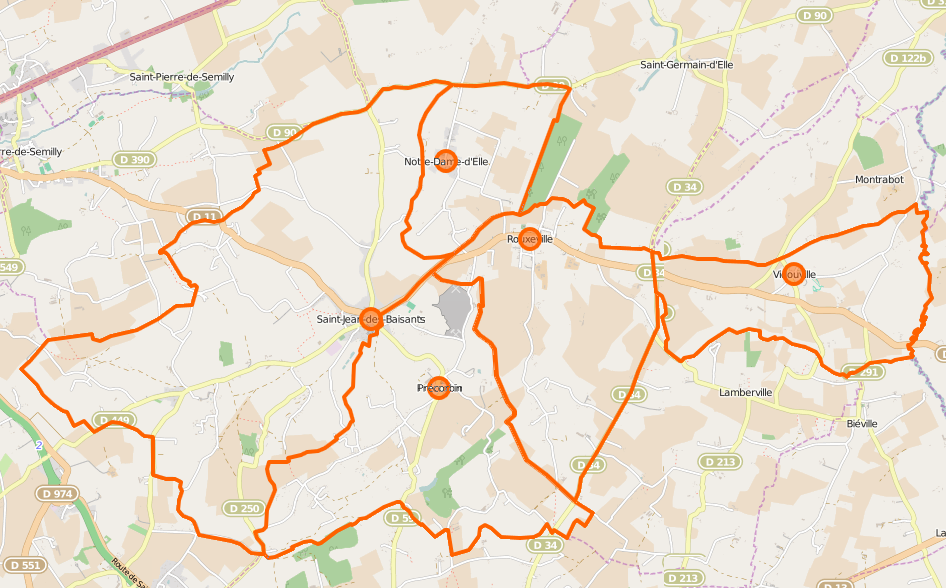
Les cinq communes déléguées.

Déjà en 2011, lors de discussions entre Saint-Jean-des-Baisants et Notre-Dame-d'Elle, un rapprochement avec Rouxeville et Précorbin avait été envisagé.
La commune est créée le 1er janvier 2016 par un arrêté préfectoral du 26 novembre 2015, par la fusion de cinq communes, sous le régime juridique des communes nouvelles instauré par la loi no 2010-1563 du 16 décembre 2010 de réforme des collectivités territoriales. Les communes de Notre-Dame-d'Elle, Précorbin, Rouxeville, Saint-Jean-des-Baisants et Vidouville deviennent des communes déléguées et Saint-Jean-des-Baisants est le chef-lieu de la commune nouvelle.
Le projet initial prévoyait d'intégrer au périmètre les communes de Montrabot, Lamberville, Biéville, Saint-Germain-d'Elle, Bérigny et Saint-Pierre-de-Semilly
En 2018, la commune était toujours sur deux cantons, à savoir le Canton de Condé-sur-Vire et celui de Pont-Hébert pour la commune délégué de Notre-Dame-d'Elle ; pour coller au code général des collectivités, le conseil municipal a suivi la décision du préfet et a proposé de rattacher Saint-Jean-d'Elle au seul canton de Condé-sur-Vire.

## Politique et administration
| Période      | Période  | Identité            | Étiquette    | Qualité |
| ------------ | -------- | ------------------- | ------------ | --- |
| janvier 2016 | mai 2020 | Yves Simon          | SE           | Inspecteur du trésor Maire délégué de Saint-Jean-des-Baisants                                                                                                   |
| mai 2020     | En cours | Marie-Pierre Fauvel | DVD puis HOR | Secrétaire de mairie Conseillère départementale de Condé-sur-Vire (2015 → ) Vice-présidente du conseil départemental (2015 → 2021) Maire déléguée de Rouxeville |

Jusqu'aux élections municipales de 2020, le conseil municipal élisant le maire était composé des conseillers des cinq anciennes communes soit 61 élus.

### Communes déléguées
| Nom                             | Code Insee | Intercommunalité  | Superficie (km2) | Population (dernière pop. légale) | Densité (hab./km2) |
| ------------------------------- | ---------- | ----------------- | ---------------- | --------------------------------- | ------------------ |
| Saint-Jean-des-Baisants (siège) | 50492      | CA Saint-Lô Agglo | 13,37            | 1 295 (2021)                      | 97                 |
| Notre-Dame-d'Elle               | 50380      | CA Saint-Lô Agglo | 2,85             | 181 (2021)                        | 64                 |
| Précorbin                       | 50414      | CA Saint-Lô Agglo | 7,21             | 526 (2021)                        | 73                 |
| Rouxeville                      | 50441      | CA Saint-Lô Agglo | 5,83             | 388 (2021)                        | 67                 |
| Vidouville                      | 50635      | CA Saint-Lô Agglo | 4,46             | 142 (2021)                        | 32                 |

### Circonscriptions électorales
À la suite du décret du 5 mars 2020, la commune est entièrement rattachée au canton de Condé-sur-Vire.

## Démographie
L'évolution du nombre d'habitants est connue à travers les recensements de la population effectués dans la commune depuis sa création.

En 2022, la commune comptait 2 535 habitants, en évolution de +3,89 % par rapport à 2016 (Manche : −0,31 %, France hors Mayotte : +2,11 %).
| 2014  | 2019  | 2022  |
| ----- | ----- | ----- |
| 2 431 | 2 498 | 2 535 |

## Culture locale et patrimoine

### Lieux et monuments
- Église Saint-Jean-Baptiste (reconstruction), inscrite au titre des monuments historiques[41].
- Église Saint-Aubin, contenant une statue de saint Julien du XVIe siècle (objet classé MH[42]).
- Église Notre-Dame-de-la-Délivrance : construite à partir de 1960 selon les plans des architectes Mélik Nafilyan et Jacques Traverse, elle a été inaugurée le 11 octobre 1962[43]
- Église Saint-Martin (reconstruction).
- Église Saint-Pierre du XIVe siècle.
- Chapelle Saint-Pierre de Saint-Jean-des-Baisants.

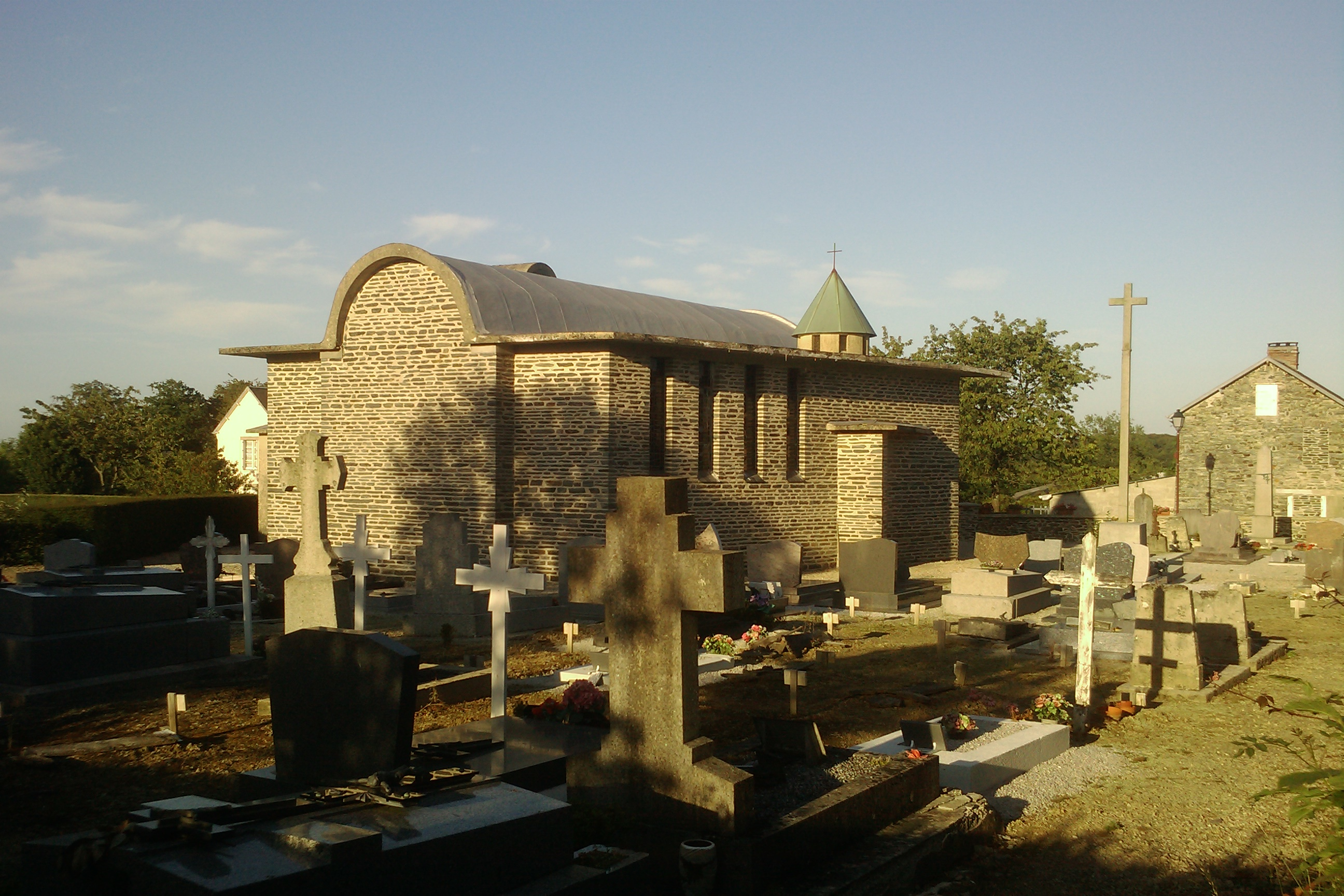
L'église Notre-Dame-de-la-Délivrance.
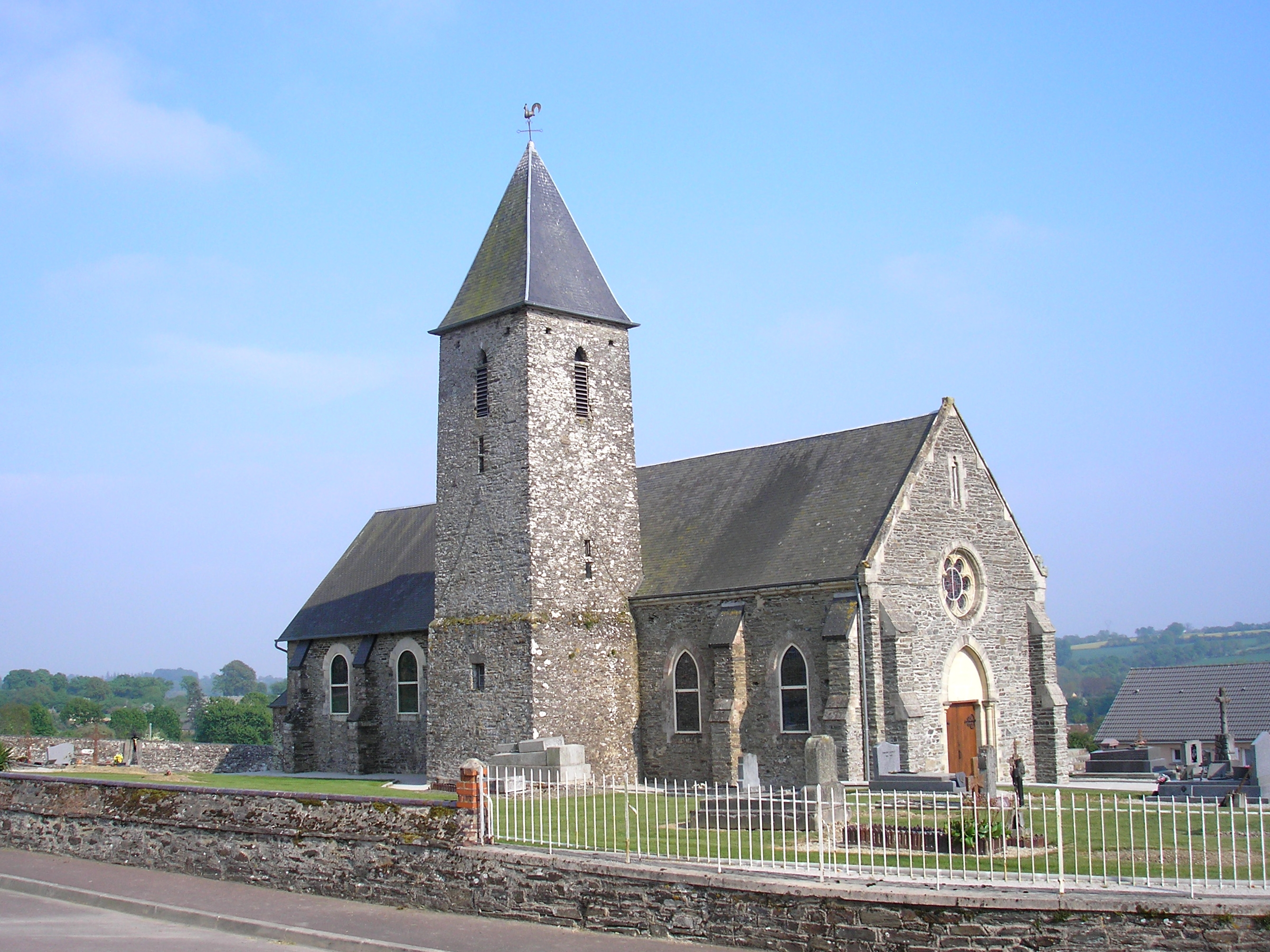
L'église Saint-Aubin de Précorbin.
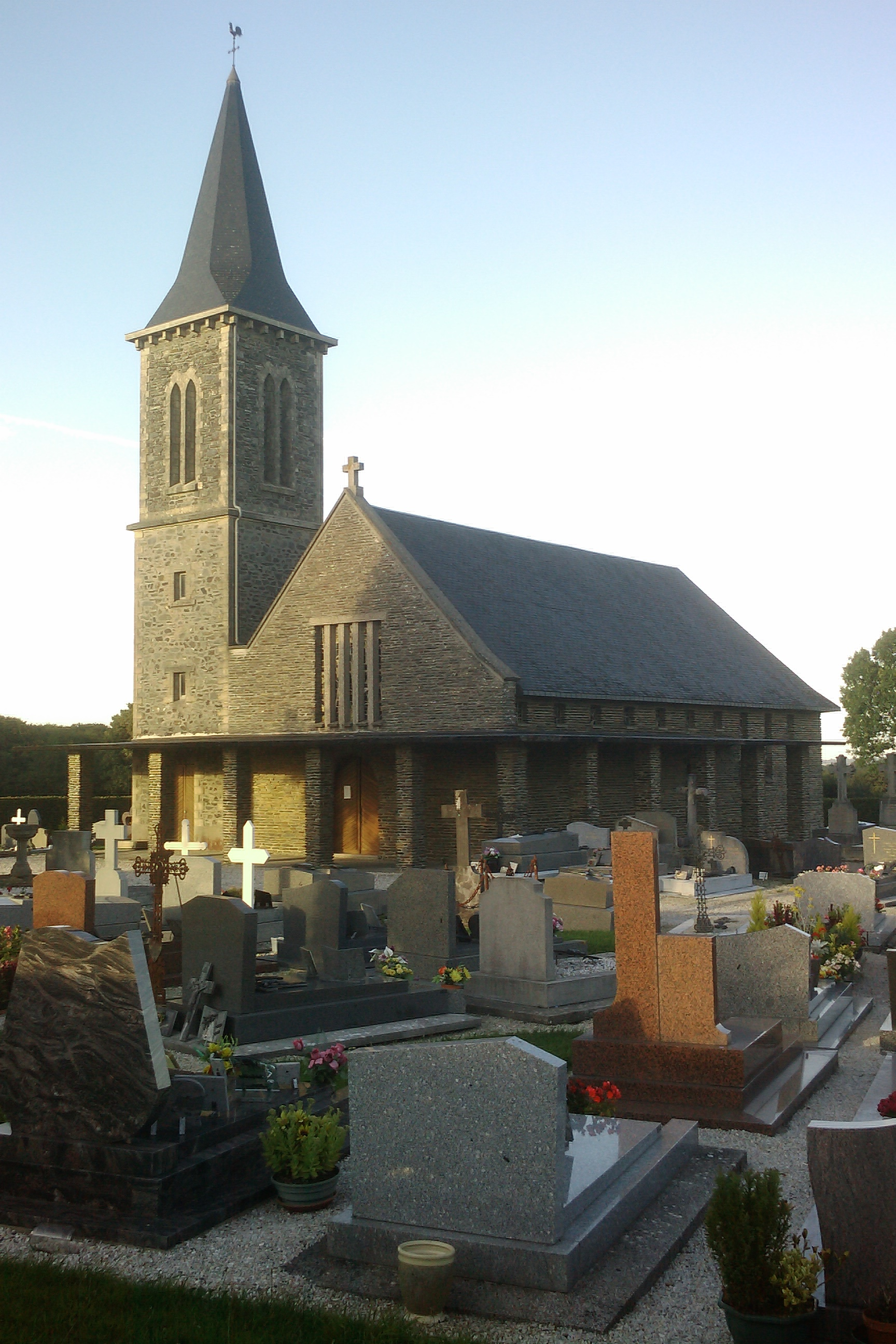
L'église Saint-Martin de Rouxeville.
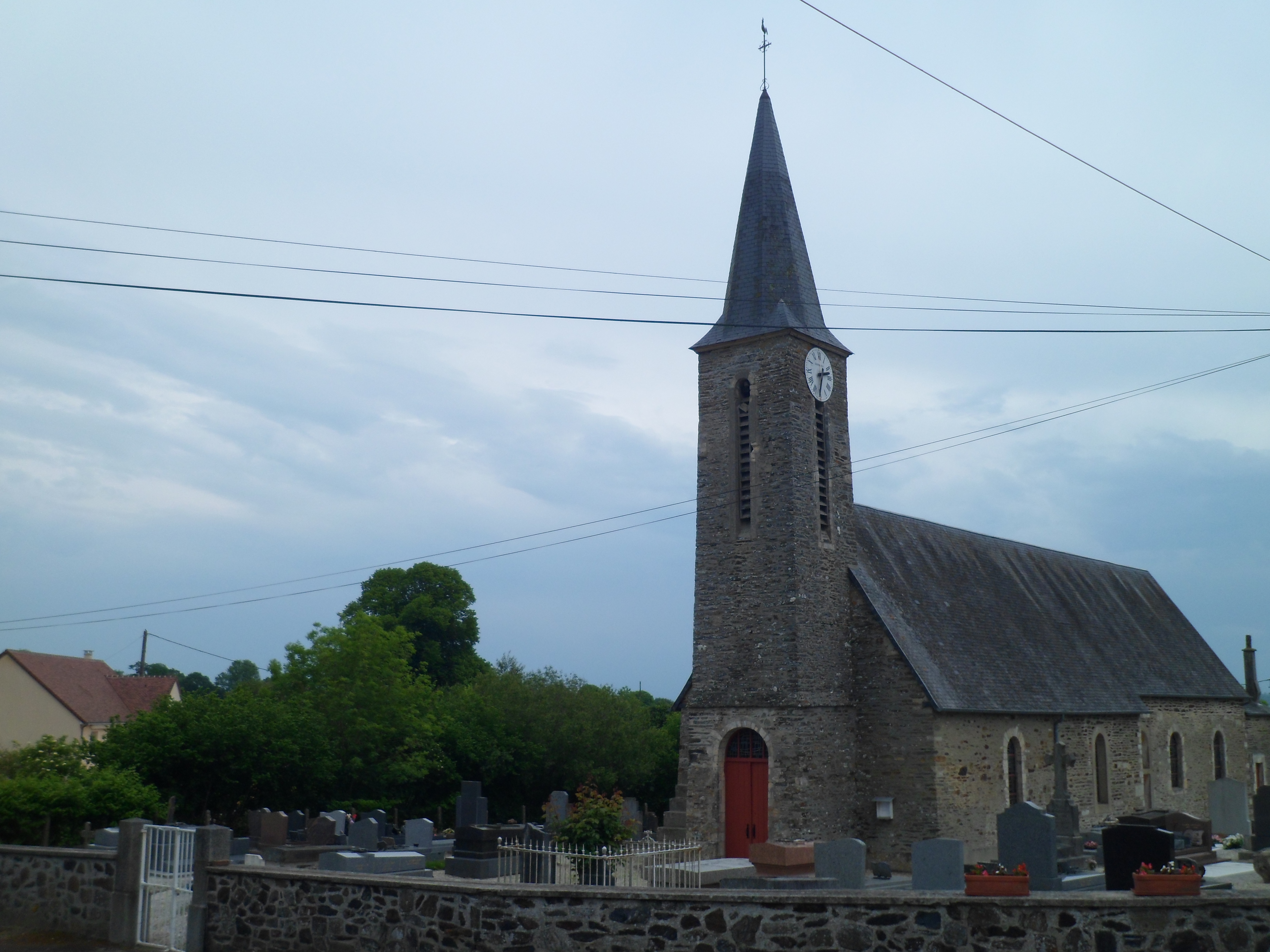
L'église Saint-Pierre de Vidouville.

## Pour approfondir